# Riverhead (Newfoundland och Labrador)
Riverhead är en ort i Kanada.   Den ligger i provinsen Newfoundland och Labrador, i den östra delen av landet, 1 700 km öster om huvudstaden Ottawa. Riverhead ligger 75 meter över havet och antalet invånare är 400.
Terrängen runt Riverhead är platt. Havet är nära Riverhead åt sydväst.Trakten är glest befolkad. Närmaste större samhälle är St. Mary's, 7,5 km sydväst om Riverhead. 